# Zeenat Aman
Zeenat Aman, född 19 november 1951, är en indisk bollywoodskådespelare. Hon deltog i skönhetstävlingen Miss India 1970.